# Allium leptomorphum
Allium leptomorphum är en amaryllisväxtart som beskrevs av Aleksei Ivanovich Vvedensky. Allium leptomorphum ingår i släktet lökar, och familjen amaryllisväxter. Inga underarter finns listade i Catalogue of Life.